# Irina Bulmaga
Irina Bulmaga est une joueuse d'échecs moldave puis roumaine née le 11 novembre 1993. Elle a obtenu le titre de maître international (mixte) en 2013.
Au 1er août 2017, elle est première joueuse roumaine et la 50e joueuse mondiale avec un classement Elo de 2 415 points.

## Biographie et carrière
Elle est championne de Moldavie en 2007 et 2008.
Elle joue ensuite sous le pavillon de la Roumanie, elle remporte ainsi le championnat féminin de Roumanie en 2018.
En 2025, elle obtient la médaille d'argent au championnat d'Europe féminin.

## Compétitions par équipe
Irina Bulmaga a représenté la Moldavie lors de l'olympiade d'échecs de 2008, puis la Roumanie lors des olympiades de 2010 à 2024, remportant la médaille de bronze individuelle au quatrième échiquier lors de l'olympiade d'échecs de 2014. Elle joue au premier échiquier depuis 2018.
Lors du championnat du monde d'échecs par équipe de 2013, elle jouait au deuxième échiquier de la Roumanie et marqua 5 points sur 8.
Elle a également participé au championnat d'Europe d'échecs des nations dans l'équipe roumaine en 2011, 2013 et 2015.